# 篠路町福移
篠路町福移（しのろちょうふくい）は北海道札幌市北区の大字。ただし、元々は旧篠路村の大字としての地域を指しており、現在の札幌市東区・江別市まで含んでいる。そのため「福移」の名を持ちながらも、住所区分上は東区中沼に属する施設もある。
地名の由来は、開拓者たちが「福岡」から「移住」してきたことによる。

## 歴史
明治初期、福岡県の士族15700戸の多くは貧困にあえいでいた。そこで1882年（明治15年）4月、福岡県庁の斡旋を受けた農商務省は、士族の北海道移住に際し60戸分12000円の資金貸与を認めた。移住希望者たちは福本誠をリーダーとする「開墾社」を組織したが、先行きの不安を理由に60戸のうち9戸が辞退し、29戸が当初の予定と入れ替わった。
51戸175名となった開墾社は、1882年4月19日に博多港を出発。5月4日に小樽に着き、翌5月5日に当別太（とうべつぶと）と呼ばれていた現地に入った。ところがほどなくして、社の幹部が貸与金の大半である10000円ほどを海産物の投機につぎ込み、喪失した。もともと杜撰な計画の立て方をしていた福本は何ら自己資金を供出しておらず、札幌県に食料費の貸与を請願しても断られ、開墾社は開拓以前の問題として日々の生活に行き詰まるようになってしまった。
同様に福岡から移住してきた「報国社」もまた困窮していたため、事態は社会問題化した。1883年（明治16年）、福岡県出身者たちは委員会を結成し、東京と福岡で救助金を募った。また農商務省の指導により、札幌県・函館県・根室県では「移住士族取扱規則」が定められ、資金や農具の貸与が行われるようになったため、開拓はようやく軌道に乗り始めた。
しかし当座の問題が解決してもこの地での生活が楽になったわけではなく、1898年（明治31年）と1904年（明治37年）に相次いで石狩川が氾濫し、多くの離農者を出した。北海道庁は1910年（明治43年）から治水対策に乗り出したものの、川の蛇行部分を直線化したことで水没する農地もあった。
1937年（昭和12年）篠路村上福移、中福移、下福移が篠路村字福移となる。更に1955年（昭和30年）篠路村が札幌市との合併に伴い札幌市篠路町福移となる。同年豊平川付け替えに伴い一部が江別市字福移となった。しかし江別側は1957年（昭和32年）に字角山に吸収される。1972年（昭和47年）一部が札幌市東区中沼町となり、篠路町中沼の一部を編入し現在に至る。

## 主要施設
- あいの里・福移の森緑地
  - 篠路福移湿原
  - 札幌パークゴルフ倶楽部 福移の杜
- 篠路破砕工場・ごみ資源化工場
- 札幌市立義務教育学校福移学園（東区中沼）
- 福移神社（東区中沼）

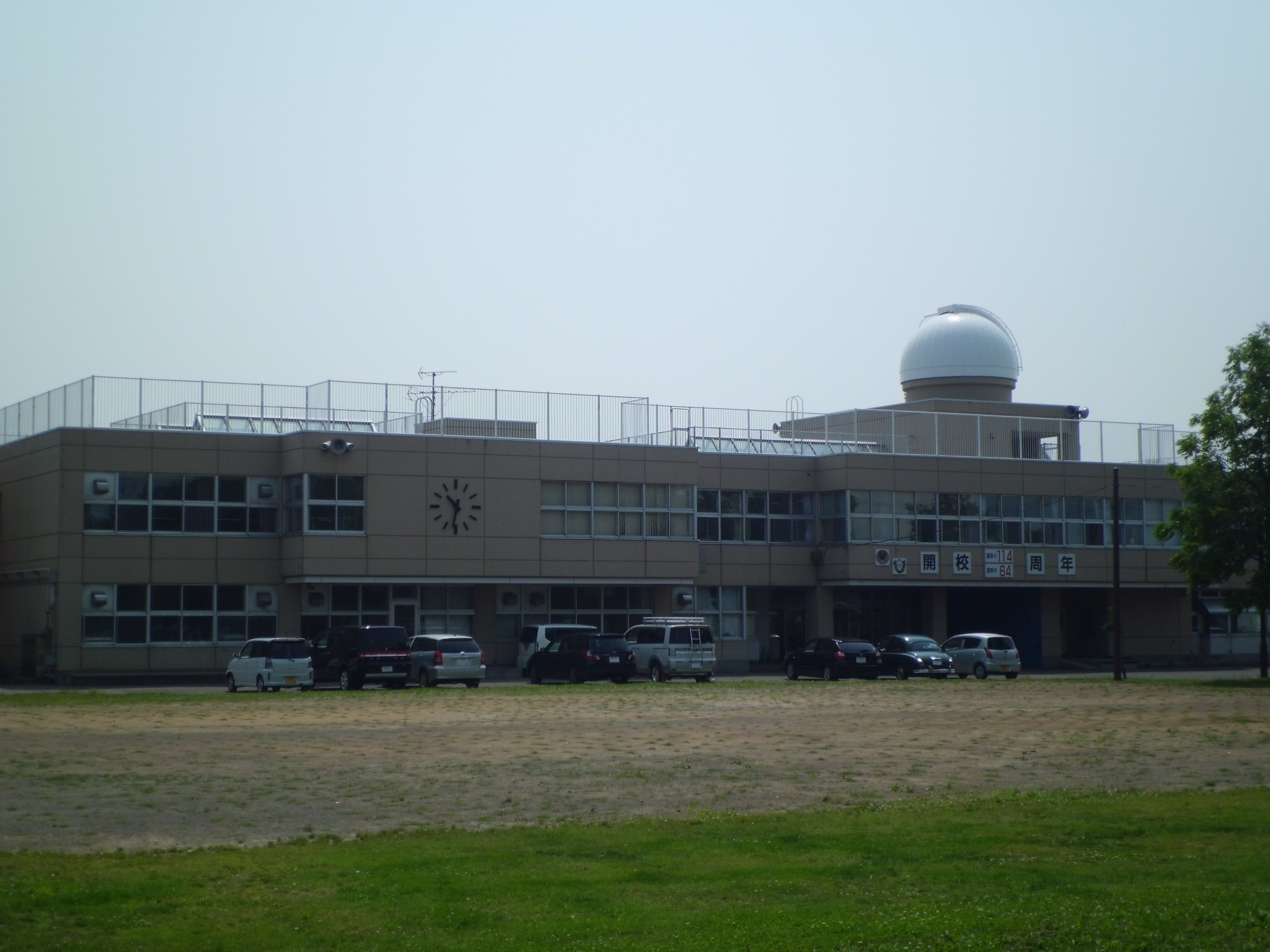
福移学園
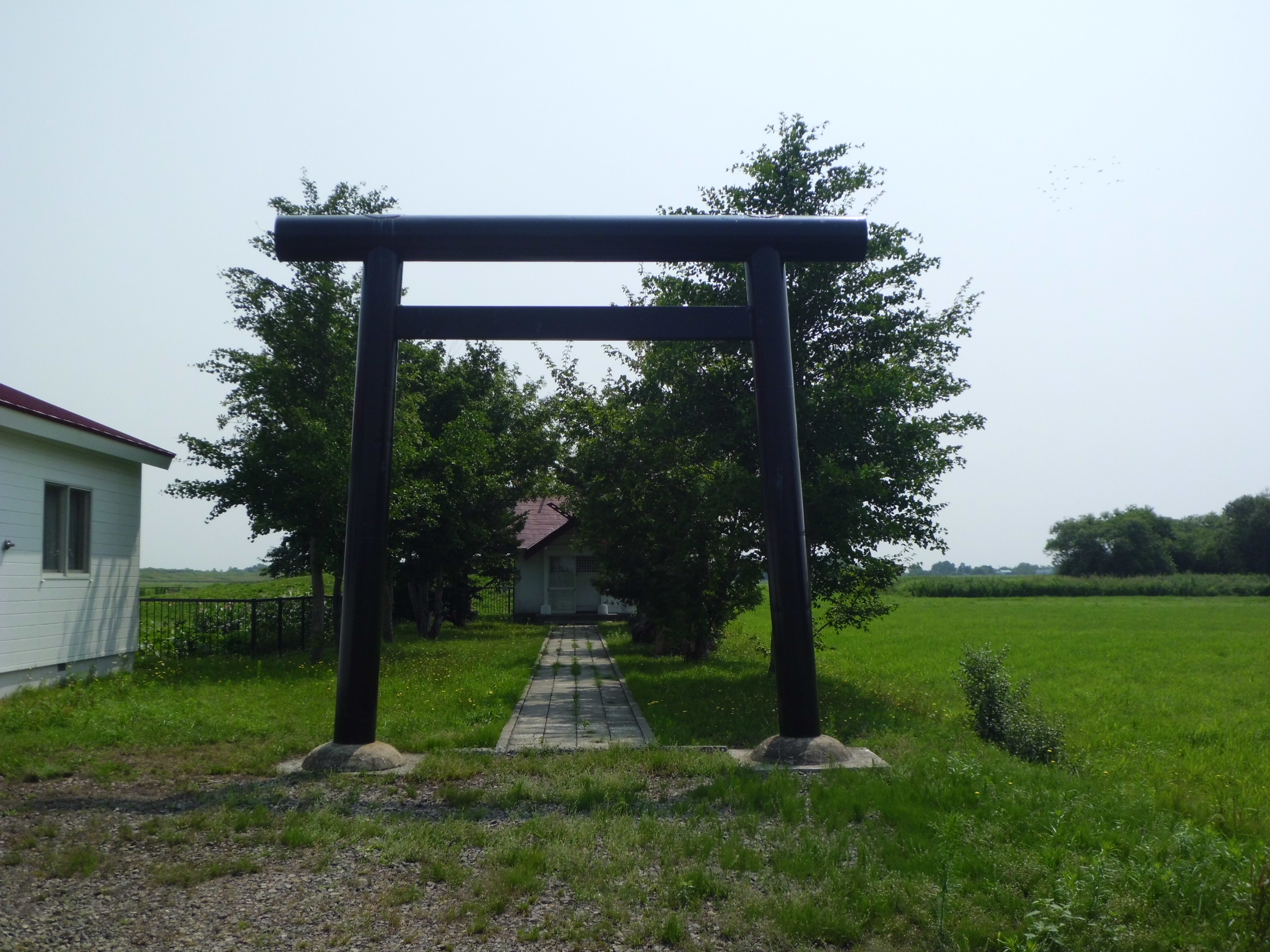
福移神社
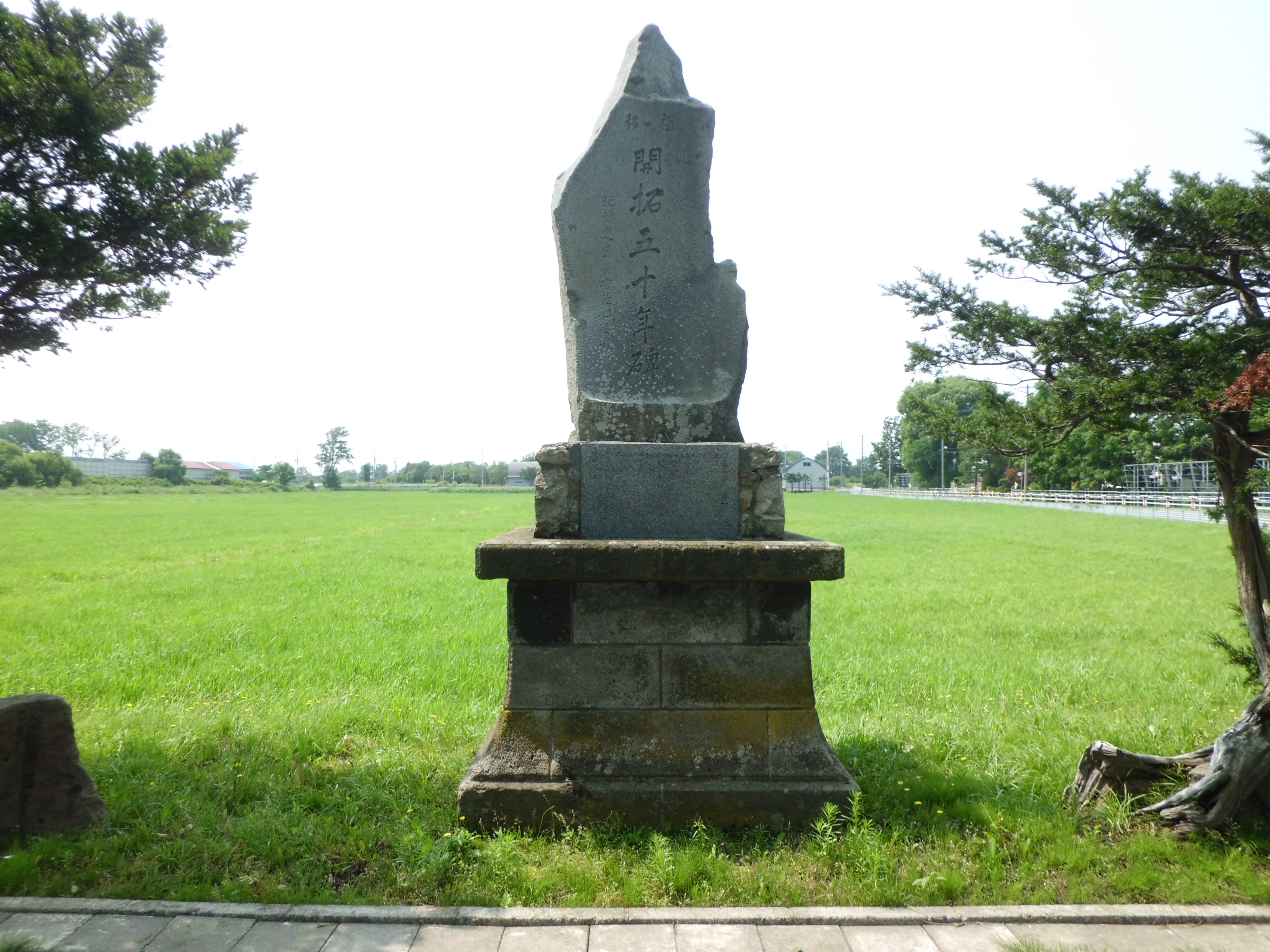
福移開拓五十年碑
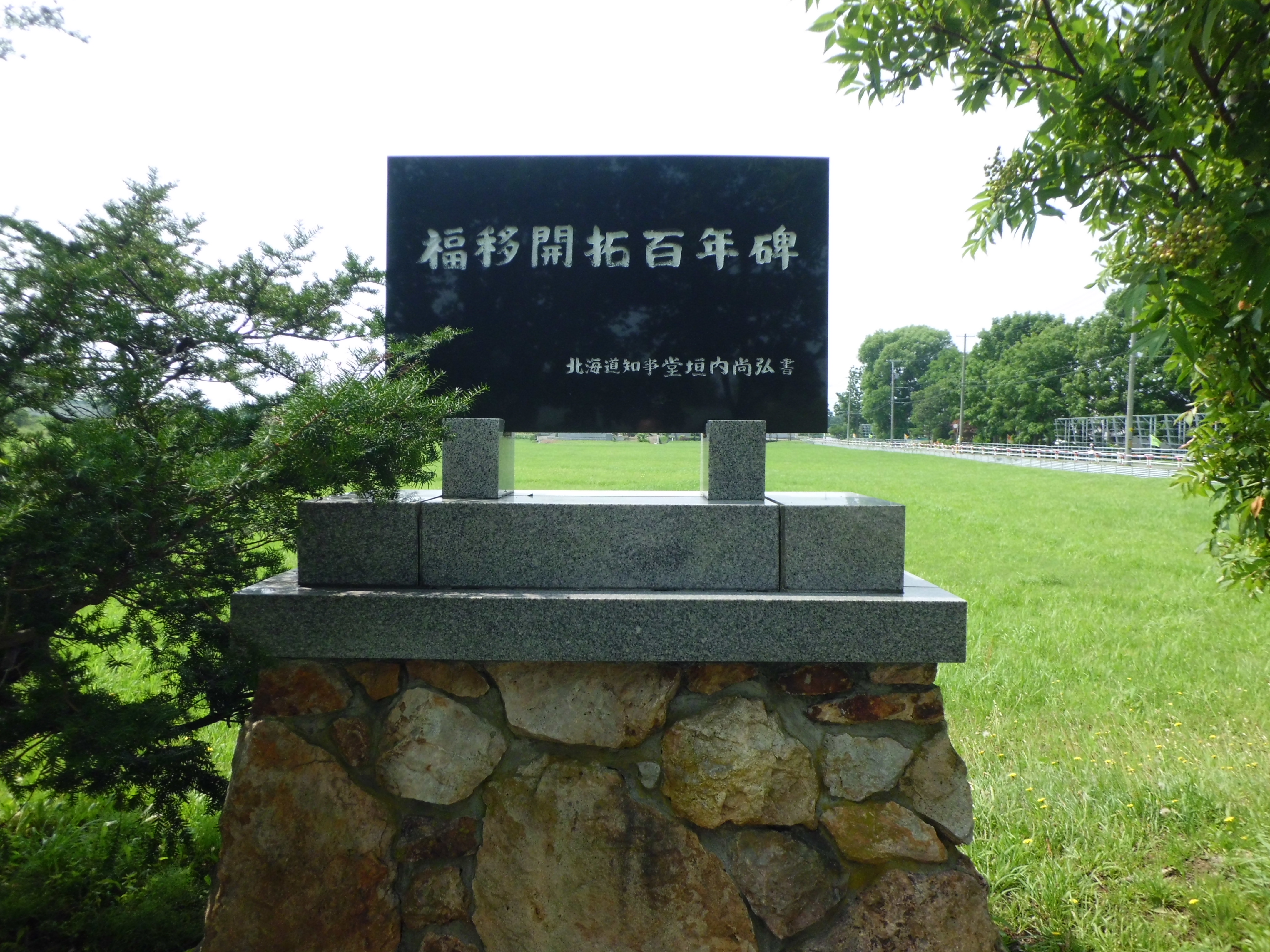
福移開拓百年碑